# Рубински ласер
Рубински ласер је тип чврстотелног ласера који као извор зрачења користи синтетички произведен кристал рубина. Кристал рубина је оксид алуминијума допиран хромом. Управо ови атоми хрома су активни медијум у рубинском ласеру. Рад овог ласера је први пут демонстриран маја 1960. године, од стране Теодора Мајмана, био је први ласер који ја направљен за рад у видљивом делу спектра. Побуђивање овог ласера се вршило светлосном пумпом, односно кеснонском бљескалицом у облику спирале. Шема првог рубинског ласера дата је на слици. 

## Принцип рада
Рубински ласер је тронивоски ласер. Атоми хрома се побуђују оптичким путем у низ d орбитала. Ове d орбитале, у интеракцији са остатком кристала чине широке траке, па се на атомима хрома апсорбује релативно широк распон таласних дужина. Из тог тракастог спектра, атоми се релаксирају у метастабилно стање. Релаксација је врло брза (неколико пикосекунди), и догађа се нерадијативно: не емитују се фотони, него се енергија троши у облику топлоте. Метастабилно стање има време живота око 4 милисекунде. Ласерско деловање се догађа између метастабилног и основног стања. Ласерско зрачење овог ласера има таласну дужину 694.3 nm, што одговара црвеној светлости. Као побуда користи се ксенонска бљескалица.

## Примена
Рубински ласери оспорни као добар ласерски медијум. Ипак, још увек се користе у низу апликација где се захтевају кратки импулси црвене светлости. Тонирање пиксела црвеном бојом на холографском портрету се управо ради рубинским ласером. Услед његове велике излазне снаге и кохерентне таласне дужине на 694 nm, показао се као бољи од Nd:YAG ласера који често захтевају више импулса при формирању већих холограма. Рубински ласери се исто тако доста често користе при уклањању тетоважа и косе, али се у последње време све чешће замењују александритним ласерима чија цена пада.